# 2 Girls 1 Cup
2 Girls 1 Cup — неофициальное название короткометражного рекламного видеоролика к порнографическому фильму «Hungry Bitches» от компании MFX-Media, ставшее интернет-мемом. Ролик распространялся на сайте «2girls1cup.com(.nl)» под названием «MFX 1209» (рабочее название для Hungry Bitches). Видеоролик был создан 36-летним бразильцем Марко Фиорито, специализирующимся на порнографии для фетишистов.

## Описание
В ролике продолжительностью 1 минута под музыку Hervé Roy «Lovers Theme» показываются сцены копрофагии с участием двух девушек. Девушки целуются, после чего одна испражняется в стакан. Далее они лижут испражнения и пытаются их съесть. Затем, вызывая у себя рвотный рефлекс, срыгивают друг другу в рот.

## Производство
Неизвестно, как именно были созданы натуралистические сцены в видео. Многие считают, что кажущиеся фекалии состоят из смеси пищевых веществ, таких как шоколад, кофе, арахисовое масло. В одной из теорий говорится, что женщина очищала кишечник перед введением смеси. Её прямая кишка сразу же исторгла содержимое, создавая видимость дефекации. Некоторые предполагают, что рвота является реальной, но отрыгнутой до достижения желудка и не содержащей никаких желудочных соков. В видеоролике большая часть рвоты не попадает в рот другой актрисе. Однако некоторые считают, что все эти сцены были созданы с использованием современной компьютерной графики. Теория с пищевой смесью имеет подтверждения и от автора фильма, заявлявшего что «уже делал фетиш-фильмы с испражнениями/фекалиями с использованием шоколада вместо фекалий. Многие актёры снимаются в подобных фильмах, но они не соглашаются есть фекалии».

## В медиа
- Видеоролик обсуждался на американском телеканале VH1 в программе «Best Week Ever»[7].
- Журнал Esquire Magazine показывал этот ролик Джорджу Клуни во время интервью с ним[8].
- В мультсериале «Гриффины» в эпизоде «Back to the Woods» было показано воспоминание Стьюи, о том как Брайан снимал на камеру его реакцию на видеоролик[9].
- RayWilliamJohnson в эпизоде «2 Girls 1 Truck»[10].